# 5スイート・キャッツ
5スィート・キャッツ（ファイブ・スィート・キャッツ）はTBSラジオで、1976年4月-1977年9月に平日（月-金曜=火-土曜未明）24時台に放送されたコンプレックス（オムニバス形式）のワイド番組。

## 概要
- 1974年4月-1976年3月まで2年間、竹谷英子が進行を務めた日またぎのコンプレックスワイド「ラジオでこんばんわ」が終了したことを受けて、それに代わるワイド番組のひとつとして企画された。ちなみに、24時まで放送されたもうひとつの後番組が「一慶・美雄の夜はともだち」である。
- 番組はこれまでの1週間通し・ワンマンでの担当から、日替わりで5人の女性パーソナリティーが全体進行（案内役）を務め、10分程度のミニ番組を続けて聞くという前番組からの体裁を踏襲する形を取っていた。なお全員、3時から5時の「いすゞ歌うヘッドライト〜コックピットのあなたへ〜」との掛け持ちだった。
- 当番組が終了した後、24時台のワイド番組は1980年10月の「NISSANミッドナイト・ステーション」まで途絶えることとなる。

## 案内役

### 1976年4月-9月期
- 月曜　安藤名津枝
- 火曜　及川弘子
- 水曜　佐々木紀子
- 木曜　石渡のり子
- 金曜　江川範子

### 1976年10月-1977年3月期
- 月曜　安藤名津枝
- 火曜　岡村美鈴
- 水曜　岡まさ子
- 木曜　石渡のり子
- 金曜　江川範子

### 1977年4月-9月期
- 月曜　綾崎りっか
- 火曜　岡村美鈴
- 水曜　岡まさ子
- 木曜　石渡のり子
- 金曜　江川範子

## 参加番組
- 24:00-24:10　竹村健一のオリベッティ・ミッドナイトプレスクラブ
- 24:10-24:20　加藤タキのナイトナイトジョッキー
- 24:20-24:30　エミ子の長いつきあい（パーソナリティ・中山恵美子）
- 24:30-24:40　トゥモローズ・ヒット（パーソナリティ・1976年度　来栖あんな、1977年度　うつみみどり）
- 24:40-24:50　ソニーBCLジョッキー（パーソナリティ・富山敬）
- 24:30-24:45　つのひろのパロディPOP!（1978年度）
- 24:45-25:00　松崎しげるのカリフラ・ランド（1978年度）

## 関連項
- ラジオでこんばんわ
- いすゞ歌うヘッドライト〜コックピットのあなたへ〜（当番組との掛け持ち。終了後も当番組を担当したパーソナリティーが何人かこの番組を担当）